# La Bête aux sept manteaux
Pour plus de détails, voir Fiche technique et Distribution.
La Bête aux sept manteaux (ou L'Homme à la cagoule noire) est un film français réalisé par Jean de Limur, sorti en 1937.

## Fiche technique
- Titre : La Bête aux sept manteaux ou L'Homme à la cagoule noire
- Réalisation : Jean de Limur
- Scénario : Jacques Maury d'après un roman de Pierre-André Fernic
- Photographie : Willy Faktorovitch
- Son : Robert Ivonnet
- Musique : Jean Wiéner
- Lieux de tournage : Nice[1]
- Pays d'origine : France
- Format :  Noir et blanc - 1,37:1 - 35 mm - son mono
- Genre : policier
- Durée : 98 minutes
- Date de sortie : 
  - France - 26 février 1937

## Distribution
- Jules Berry : Pierre Arnal
- Jacques Maury : Charles Destin
- Meg Lemonnier : Myriam Bruckly
- Junie Astor : Manuela
- Maurice Rémy : Malespiaux
- Madeleine Gérôme : Gisèle
- Roger Karl : Sir H.W. Bruckly
- Ky Duyen
- Eugène Frouhins
- Frédéric Mariotti